# 石炭ガス
石炭ガス（せきたんガス、Coal Gas）は、石炭の高温乾留によって製造される石炭系ガスの一種。
気体燃料は天然ガス、石炭系ガス、石油系ガス（オイルガス）に大別される。都市ガスは、この石炭ガスから始まった。文明開化のシンボルであるガス灯は石炭ガスを使っている。エンジンとして有名なオットー機関も、元はこの石炭ガスを使っていたため据え置きだった。移動体（自動車や飛行機）に載せられるようになったのは、ガソリンへの転換がなされたためだった。
石炭を高温乾留して得られる石炭ガス（coal gas）は石炭系ガスの一種であり、石炭系ガスには他に、高温固体燃料に水蒸気を作用させて得られる水性ガス（water gas）、石炭やコークスの不完全燃焼によって得られる発生炉ガス（producer gas）、溶鉱炉の副産物として得られる高炉ガス（blast furnace gas）などがある。
石炭ガスと天然ガスは経済的に競合関係にある。

## 石炭ガス化技術

### 歴史
1792年にウィリアム・マードックが球形の金属容器で石炭を加熱して可燃性ガスを取り出したことが最初とされている。
ガス灯に利用され、イギリスでは1810年初頭頃から、アメリカでは1820年頃から専門会社が設立された。

### 石炭ガス化炉
石炭ガス化炉には固定床（移動床）、流動床、噴流床の3形式があり、微粉炭機で粉砕した石炭を酸化剤とともに炉に投入する。